# إدسال ووكر
إدسال ووكر (بالإنجليزية: Edsall Walker)‏ هو لاعب كرة قاعدة أمريكي، ولد في 15 سبتمبر 1910 في كاتسكيل في الولايات المتحدة، وتوفي في 19 فبراير 1997 في ألباني في الولايات المتحدة.

## وصلات خارجية
- إدسال ووكر على موقعبيزبول رفرنس.كوم (الدوري الثانوي) (الإنجليزية)